# Disporopsis pernyi
Disporopsis pernyi là một loài thực vật có hoa trong họ Măng tây. Loài này được (Hua) Diels mô tả khoa học đầu tiên năm 1901.